# Arborophila
Arborophila és un gènere d'ocells de la subfamília dels rol·lulins (Rollulinae), dins la família dels fasiànids (Phasianidae). Antany eren incloses a l'obsoleta subfamília dels perdicins. Aquestes perdius boscanes viuen als boscos tropicals i subtropicals asiàtics, des de l'Himàlaia fins al sud-est asiàtic i la Xina.

## Taxonomia
S'han descrit 19 espècies dins aquest gènere.
- Arborophila torqueola - perdiu boscana de collar.
- Arborophila rufogularis - perdiu boscana gorja-roja.
- Arborophila atrogularis - perdiu boscana galtablanca.
- Arborophila crudigularis - perdiu boscana de Taiwan.
- Arborophila mandellii - perdiu boscana pit-roja.
- Arborophila brunneopectus - perdiu boscana pitdaurada.
- Arborophila rufipectus - perdiu boscana de Sichuan.
- Arborophila gingica - perdiu boscana de Fujian.
- Arborophila davidi - perdiu boscana de David.
- Arborophila cambodiana - perdiu boscana de Cambodja.
- Arborophila diversa - perdiu boscana de Tailàndia.
- Arborophila campbelli - perdiu boscana de Campbell.
- Arborophila rolli - perdiu boscana de Roll.
- Arborophila sumatrana - perdiu boscana de Sumatra.
- Arborophila orientalis - perdiu boscana carablanca.
- Arborophila javanica - perdiu boscana de Java.
- Arborophila rubrirostris - perdiu boscana bec-roja.
- Arborophila hyperythra - perdiu boscana de Borneo.
- Arborophila ardens - perdiu boscana de Hainan.